# Elachura (vogel)
De elachura of gevlekte sluiptimalia (Elachura formosa) is een zangvogel uit de familie Elachuridae.

## Verspreiding en leefgebied
Deze soort komt voor van de Himalaya tot zuidoostelijk China en centraal Vietnam.

## Status
De grootte van de populatie is niet gekwantificeerd maar de soort wordt omschreven als schaars tot zeldzaam. Op de Rode lijst van de IUCN heeft deze soort de status niet bedreigd.